# اريك موراي (لاعب كريكت)
اريك موراي (18 يوليو 1893 - 10 يوليو 1971) (بالإنجليزية: Eric Murray)‏ هو لاعب كريكت جنوب أفريقي.